# 1747 en musique classique
| \| • Retour à la chronologie générale de la musique classique • \| |
| Grèce • Rome • Haut Moyen Âge • VIIIe siècle • IXe siècle • Xe siècle • XIe siècle XIIe siècle • XIIIe siècle • XIVe siècle • XVe siècle • XVIe siècle • XVIIe siècle XVIIIe siècle • XIXe siècle • XXe siècle • XXIe siècle |
| • Retour à la chronologie générale de la musique classique • |

| Années en musique classique : 1744 - 1745 - 1746 - 1747 - 1748 - 1749 - 1750    |
| Décennies en musique classique : 1710 - 1720 - 1730 - 1740 - 1750 - 1760 - 1770 |

## Événements
- 15 mars : création de Les Fêtes de l'Hymen et de l'Amour ou Les Dieux d'Égypte, opéra-ballet de Jean-Philippe Rameau sur un livret de Louis de Cahusac.
- 1er juin : Les Nymphes de Diane, opéra-comique de Charles-Simon Favart, créé à Bruxelles, au Théâtre de la Monnaie.
- 28 septembre : Daphnis et Chloé, pastorale de Joseph Bodin de Boismortier.
- Concerto de violon avec voix, de Mondonville.
- Pièces de clavecin de Jean-Baptiste-Antoine Forqueray

## Naissances

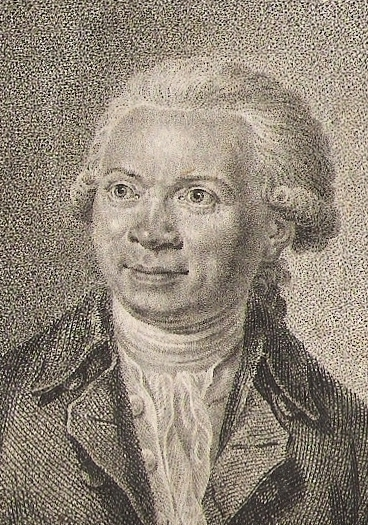
Johann Abraham Peter Schulz

- 15 janvier : Pieter Verheyen, compositeur, organiste et chanteur flamand († 11 janvier 1819).
- 4 mars : Madame Gonthier, comédienne et artiste lyrique française († 7 décembre 1829).
- 26 mars : Manuel Canales, violoncelliste et compositeur espagnol († 1786).
- 29 mars : Johann Wilhelm Hässler, compositeur, organiste et pianiste allemand († 22 mars 1822).
- 31 mars : Johann Abraham Peter Schulz, compositeur allemand († 10 juin 1800).
- 20 juin : Leopold Anton Kozeluch, compositeur tchèque († 7 mai 1818).
- 24 juin : Johann Melchior Dreyer, compositeur, chef d'orchestre, chef de chœur, organiste et violoniste allemand († 22 mars 1824).
- 30 juillet : Antonio Puccini, compositeur italien († 10 février 1832).
- 26 octobre : Ivan Mane Jarnowick, compositeur et violoniste virtuose († 23 novembre 1804).
- 24 novembre : Felice Alessandri, compositeur et claveciniste italien († 15 août 1798).
- 26 novembre : Christian Gottlieb Scheidler, compositeur allemand († 15 août 1829).

## Décès

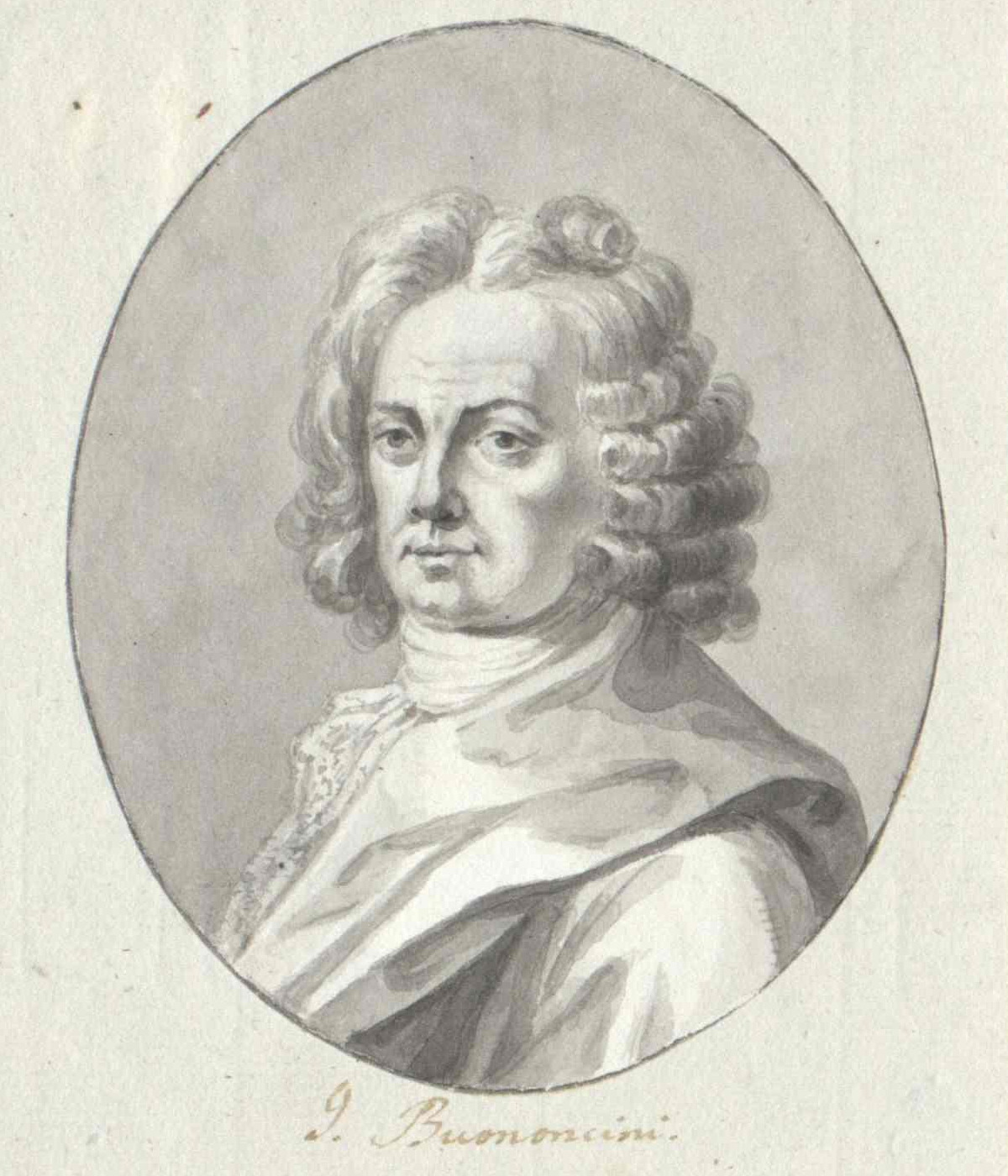
Giovanni Bononcini

- 2 janvier : Jean-Féry Rebel, compositeur et violoniste français (° 18 avril 1666).
- 18 janvier : Antonio de Literes, compositeur espagnol (° 18 juin 1673).
- 2 février : Francesc Valls, compositeur et théoricien de la musique espagnol (° ca 1671).
- 6 juin : Jean-Baptiste Barrière, compositeur français (° 2 mai 1707).
- 19 juin : Alessandro Marcello, écrivain, philosophe, compositeur et mathématicien italien (° 1er février 1673).
- 9 juillet : Giovanni Bononcini, compositeur italien (° 18 juillet 1670).